# Михайленко Валерій Петрович
Михайленко Валерій Петрович (6 листопада 1948 року) — український хімік, еколог, кандидат хімічних наук, доцент Київського національного університету імені Тараса Шевченка.

## Біографія
Народився 6 листопада 1948 року в Дніпродзержинську Дніпропетровської області. У 1971 році закінчив хімічний факультет Київського університету. Працює в університеті у 1972–1991 роках інженером, старшим інженером, асистент, доцент кафедри аналітичної хімії хімічного факультету, з 1985 року — доцент кафедри фізичної географії географічного факультету. 1993 року присвоєно вчене звання доцента. Кандидатська дисертація «Газохроматографическое исследование хелатов металлов с фторированными b-дикетонами и применение их в анализе» захищена у 1981 році.
Викладав на хімічному, географічному, біологічному, економічному, механіко-математичному, фізичному, радіофізичному факультетах природничих дисципліни: «Хімія і технологія води», «Хімічна технологія», «Інструментальні методи аналізу», «Аналіз чистих речовин», «Аналітична і колоїдна хімія», «Фізико-хімічні методи аналізу природних вод», «Газова хроматографія»; з 1991 року читає курс «Основи екології та безпеки життєдіяльності населення» для студентів Інституту міжнародних відносин, Інституту філології, Військового інституту, курси «Географічні аспекти сталого розвитку», «Екоменеджмент та забруднювальні речовини в навколишн. середовищі», «Міжнародні екологічні конвенції», «Міжнародні екологічні організації» — для студентів географічного факультету.
У 1984–1986 роках заступник голови профкому Київського університету. Координатор програм Академія розвитку через освіту (США), наукового підрозділу Грінпіс Інтернейшнл, інших міжнародних організацій, які впроваджувались в Україні через Агенцію міжнародного розвитку США та ООН у 1994–2005 роках. Радник Фундації Україна — США. Брав участь у розробці та впровадженні навч. програм Агенції міжнародного розвитку США для посадовців і членів Верховної Ради України в галузях екології, енергозбереження, сталого розвитку та місцевого самоврядування. Національний технічний експерт проекту ГЕФ-ЮНЕП із розробки Національного плану впровадження Стокгольмської конвенції про стійкі органічні забрудники (2004–2005). Отримав сертифікат про визнання заслуг Академії розвитку через освіту, США у 1996 році.

## Нагороди і відзнаки
Нагороджений медаллю Президії Верховної ради СРСР у 1983 році.

## Наукові праці
Сфера наукової діяльності: міжнародне екологічне співробітництво, сталий розвиток, хімія навколишнього середовища, управління відходами. Автор 47 наукових праць, 2 навчальних посібників, 4 авторських свідоцтв. Основні праці:
1. Хімічна технологія. Практикум. — К., 1982.
2. (рос.) Электрохимические, хроматографические и радиометрические методы анализа природных вод: Учебное пособие. — К., 1989.
3. (англ.) An Investigation of contamination by radio-nuclides, toxic metals, organic compounds and other environmental contaminates in Ukraine. Greenpeace International. Amsterdam, 1993.
4. Методи визначення пестицидів у продуктах та об'єктах довкілля. Збірник інституту медицини праці АМН України. Безпечне застосування пестицидів у сільському господарстві. — К., 1996.
5. Сталий розвиток як інструмент удосконалення демократії. // Територія. Сталий розвиток, 2004. № 2.